# لهجة مغربية
اللَّهجة المغربِيَّة أو الدارجة المغربية، هي اللهجة السائدة في عموم المملكة المغربية وتُصنَّف ضِمنَ اللِّسان المَغارِبي لدول شمال إفريقيا، يستعمِلُها أغلب المغاربة لُغة تواصل حيث تعد اللَّهجَة الأم لِأغلب المَغارِبة، فيما تستعمل في بعض المناطق لِسانًا ثانويًا خاصة الأقاليم الناطقة باللغة الأمازيغية واللهجة الحسانية.
تنَتَشِرُ اللهجة المغربِيَّة في البُلدان الأورُبِّية كَـفرنسا، وإسبانيا، وبلجيكا، وإيطاليا وهولندا. كَمَا أنَّ لِلَّهجَتين المغربِيَّة والجزائِرِيَّة تأثِير واضِح على لهجة الشارِع الفرنسية المسماة بلارغو (Argot).
اللِّسان المغربي عَامَّة هُوَ إرث للحضارة الإسلامِيَّة حيث تأثَّر بِلسَان الشُّعوب غير العربِيَّة التي ساهمت في بناء هذه الحضارة كالسكان الأصلين الامازيغ، الأندلسيِّين، والفرنسيين.
اللَّهجَات المغربيَّة (بِمُختَلف أنواعِها) تَدخُل ضِمْنَ اللُّغة العربِّية وهي حسب الدستور المغربي اللغة الرسمية لِلبَلَد، حَيثُ تُمَثِّل هُوِيَّة جميع المغارِبة التي تأصَّلت فيهم لِأزيَد مِن 12 قَرناً.
وفي إسبانيا يتم الاستعداد لاتخاذ قرار حول القيام بتدريسها إلى جانب الإسبانية وذلك في مدينة سبتة المتمتعة بالحكم الذاتي. رمز الأيزو للدارجة المغربية هو ary.

## الشَّعب المغربي واللهجة المغربية
في الأوساط الشعبِيَّة المغربِيَّة ينعَتون لهجة تواصُلِهِم بـالعربيَّة وأحياناً الدَّارِجة.

## تاريخ اللهجات المغربِيَّة
هُنَاك فَرق بين دُخول اللغة العربية واللِّسان العَربِي إلى المغرب، وهذا قَد تَمَّ عبر ثَلاثة مَراحِل، تزامنت الأولى منها مع الفتح الأموي لبلاد الأمازيغ في شمال أفريقيا. آنذاك دخَلت اللُّغة العربية بشكل جد محدود ثم اندثرت العربية تماما بعد طرد الأمويين من طرف الأمازيغ خلال ثورة البربر الكبرى. والمرحلة الثانية خلال القرن 11 والقرن 12 حيث احتلت القبَائِل العَرَبِيَّة على رأسِها (بنو هلال وبنو معقل وبنو سليم)أمَّا المرحلة الثَّالِثَة فَتزامَنت مَعَ هِجرة الأندلُسِيِّين بعد طردهم من إسبانيا.
في كِلتا المرحَلتين الثانية والثالثة أدخلت معها القبَائِل العَرَبِيَّة لسانها البدوي وكذلك نقل الأندلسيِّين لهجتهم معهم إلى المغرب.
يقول ابن خلدون: «هؤلاء الأحياء بالمغرب لهذا العهد فيهم بطون من قرة والعاصم ومقدم والاثبج وجشم والخلط وغلب عليهم جميعا اسم جشم فعرفوا به وهم جشم بن معاوية بن بكر بن هوازن وكان أصل دخولهم إلى المغرب ان الموحدين لما غلبوا على أفريقيا وأذعنت لهم هؤلاء القبائل من العرب كانت فتنة ابن غانية فاجلبوا فيها وانحرفوا عن الموحدين وراجعوا الطاعة لعهد المنصور فنقل جشم هؤلاء الذين غلب اسمهم على من معهم من الاحياء وأنزلهم تامسنا ونقل رياح وأنزلهم الهبط فنزل جشم بتامسنا البسيط الافيح ما بين سلا ومراكش أوسط بلاد المغرب الاقصى».

## تقسِيمات اللَّهجات المغربِيَّة

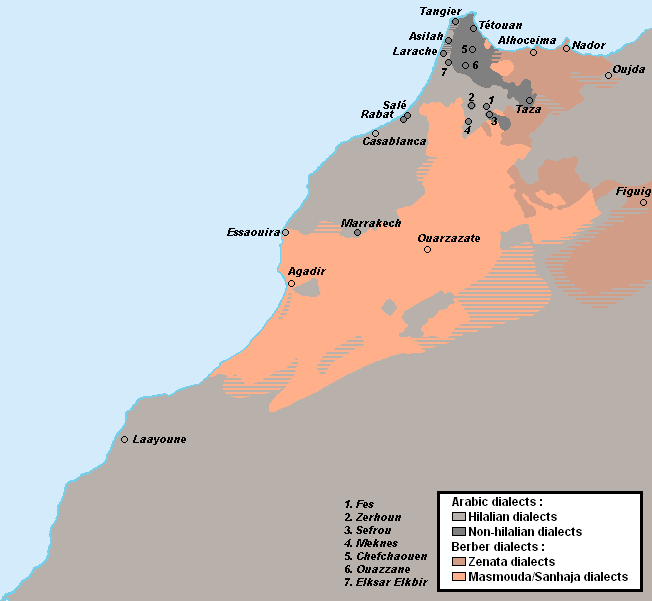

في المَغرب لِكُل منطقة لهجتُها الخاصَّة، حيث تختلِف من منطقة لِأخرى ومن مدينة لِأخرى وعموما الاختلافات طفيفة ولا تؤثر على الفهم والتواصل. لَكِن الدَّارِجَة المغرِبِيَّة المُستَعمَلَة في أَغلب المُدن هي حَصِيلة تَمازج ثقافي ولُغَوي، اللَّهجات المغربية والتي أخذت تنقرِض نتيجة انتِشَار العَامِّيَة، فهِي تنحَصِرُ بين لهجات بدوية وأندلسية وهي كالتَّالِي:
- اللهجات الأندلُسِيَّة:

-اللهجة الأندلسيَّة الإدريسية: (تنتشِر في مدينة فاس، جزء من مدينة مكناس، وجزء من مدينة سلا، وجزء من مدينة الرباط وجزء من بلاد جبالة)، وذلك جرَّاء هِجرة الأندلسِيِّين إلى هاته المناطِق.
-اللهجة الأندلسيَّة الجبلِيَّة: هِي لهجة جبالة والبقباقِيِّين في مدينة فَاس.
- اللَّهجَات البَدوِيَّة:

-اللهجة العْروبِيَّة: ويُسَمِّيها بعض الباحِثين باللهجة الهِلالِيَّة المغربِيَّة وهي لهجة القبائل العربية في الغرب والحوز والشاوية وورديغة ودكالة وعبدة.
- اللَّهجَات الحسانية:

- اللهجة الحسانية: هي لهجة العرب الصَّحراوِيِّين وتتميز بالفصاحة.
- اللهجة الشرقية: وهي الأكثر انتشارا بالجهة الشرقية للمغرب وتتميز بمزيج ثقافي مهم.

## أصول الدَّارِجة والعَامِّيَّة المغربِيَّة
- كَثرة القبائل الهِلالية جَعَلت مِن لِسانهم يغلب على لِسان القبائل العربية الأخرى، فاللهجة الهلالية عمق ومخزن استراتيجي لِكلام العرب، وهي لِسانُ غَالِبية عرب شمال أفريقيا، وقد ذُكِرَت اللهجة الهلالية المغربية (والتي تَتَمَثَّل في اللَّهجة العروبِيَّة) في أطروحة دكتوراه الأدب بجامعة القاهرة للذكتور “عبد المنعم” سنة 1969. انقسمت هذه اللهجة إلى قسمين:
1. لَهجة أهل المدينة (اللهجة الحضرية)، منطوقة داخل المدن التالية: الدار البيضاء، الرباط، سلا، المحمدية، القنيطرة، مكناس، وجدة، الجديدة، آسفي، مراكش، الصويرة، خريبكة، بني ملال.
2. لَهجة أهل البادية (اللهجة البدوية)، منطوقة داخل القبائل التالية (التي ترتكز بالمدن السَّابِق ذِكرها): الشاوية، وورديغة، ودكالة عبدة، والغرب شراردة بني حسين، وجهة الحوز والجهة الشرقية.

والجدير بالذكر أن اللهجة العروبية الحَضَرية ساهَمت في ظهور ما يُسمى بالدَّارِجَة وكذلك العَامِّية المغربية بحيث تأثَّرت هذه اللهجة بلسان النَّازحين إلى المُدن (مِثل الدار البيضاء، والرباط، وسلا، والجديدة...) وإمتزجت بها. أما الدَّارِجة المغربيَّة فهِي اللَّهجة المُسيطرة على الإعلام، والعَامِيَّة فهي كلام الشَّارِع.
- في مدِينَتَي سلا والرباط غَلَبت اللهجة العروبية لِقبائل الجوار كَقبائل الشراردة بمدينة القنيطرة وقبائل زعير على اللَّهجة الأندلُسِيَّة بل تكاد تمحيها من الوجود.

## الناطق بالدارجة المغربية ومتعلموها
- النَّاطقون بالدارجة المغربية هُم العْروبية، منطقة
دار بيضاء و الرباط و سلا و فاس و مكناس و أسفي و قنيطرة و جديدة و مراكش و كامل سهول غرب المغرب ولهجتهم الأم الوَحِيدة هي الدارجة المغربية، والذين يحترمون لهجتهم ويحسنون استعمالها.
- أمَّا مُتَعَلِّموها فقد اضطُرُّوا لإستعمالِهَا لأسباب عديدة مِنها اقتصادية وغيرها، وهُم نَاطِقِون بلهجات مغربية محلية أخرى غير عربية كَالهجات امازيغية شّلحَة، الريفية أو الزيانية. في منطقة ريف و أطلس كبير و أطلس صغير و أطلس متوسط ومنطقة سوس . و ناطقون بالهجة حسانية في اقاليم صحراوية 
- وبعد مُرور الوَقت يُصبِحُ هذا المتعلِّم اللهجة العربية المغربية ( دارجة) مُسْتَعْمِلاً لها كلغة التواصل لا نَاطِقاً بها.
- بالنِّسبة لِلَهجات المُدن، يَصعُبُ التَّفريق بين النَّاطِق بهَا والمُستَعْمِل لَها، أما لهَجَات البادِيَّة فلا يستعمِلُهَا غَير أهْلِها.
- العْروبي، والحسَّاني، والفاسي والجبلي الأُمِّي، يَفهَم وأحيانا يُتقِنُ اللغة العربية الفصحى ولَهجات عربية أخرى رغم عدَم تَعلُّمِه لها، لَكِن مُتَعلِّمي اللَّهجة المغربية يتَعَدَّر عليهم فَهم العربية الفصحى إن لم يَتِم تدريسها لهم.
- هذا لِأنَّ الناطق باللهجة العربية يُفَكِّر بالعربية عَكس مُستعمِلها (أو متعلِّمها) الذي يُفَكِّر بِلَهجتِه الأم.

## الدارجة المغربية من منظور لُغَوي
- اللِّسَان العَربي المغاربِي عَامَّةً شِبه انقرض في المشرق العربي نظرا لِهجرة القبائل وقِلَّة تَواجدها بموطنها الأصلي، وهذا أمر لا صِلَة له باحتِرام الدارجة المغربية لِقواعِد اللُّغة العربية.

### قواعِد النَّفي
يُعَدُّ حرف ”الشين“ أبرز حرف في العامِّية ويُستعمل بكثرة في النَّفي والإستفهام تماما كباقي ”اللهجات العربية الأخرى“ وخصوصا ”اللهجة المصرية“. يرجع ذلك إلى الإرث اللغوي الكبير الذي ورثته هذه الشعوب من دولة الأندلس والذي حمله الأندلسيون معهم بعد سقوط مملكة غرناطة ونزوحهم بأعداد كبيرة واستقرارهم في مدن شمال إفريقيا العامرة من “طنجة” غربا حتى “الإسكندرية” شرقا.}
- يرمز حرف الشين إلى مختصر كلمة ”شيء“.
والظاهر أن كلمة شيء كانت تحظى في الماضي بتداول كبير في لغة التخاطب خاصة في الأندلس كما كانت لهذه الكلمة أيضا أهمية علمية حيث كان مختصرها ”ش“ يستخدم في الرياضيات والجبر. وما يستخدم حاليا في المعادلات مشتق من حرف ”ش“ مختصر ”شيء“ الذي كان يتخده علماء الرياضيات المسلمون متغيرًا مجهولًا حيث استعمل الأوروبيون حروفا يونانية رموزًا رياضية أهمها رمز إكس الذي يدل على حرف ”ش“.
{X في العديد من اللغات اللآتينية كالإسبانة مثلا هو ”تش“.}
- يستخدم حرف الشين في صيغ النفي للتوكيد على النفي:
- أمثلة:
باللهجة المغربية: مَا فْهْمْتْش (مَا فْهْمْتْ+ش)
باللهجة المصرية: مَا فْهِمْتِش (مَا فْهِمْتِ+ش)
ترجمة حرفية بالفصحى: لم أفهم الشيء
(لَم أفهم)
عبارة ”مَا فْهْمْتْش” مُكَوَّنة مِن (مَا + فْهْمت + ش) ومعناها الحرفي ”ما فهمت شيئا“ و”شيئا“ هنا تدل فقط على التوكيد وتعني (لم أفهم إطلاقا).
باللهجة المغربية: مَا عْنْدِيش الوَقت
باللهجة المصرية: مُشْ عِنْدي وَقت / وَءْت
ترجمة حرفية بالفصحى: ما عندي شيء من الوقت (لِأقدمه لك …)
(لَيس عندي وقت / ليس لديّ وقت)
باللهجة المغربية: أش مشى لك فيه؟
”أش“ جاءت اختصار لِ: أَيّ شَيئ
والتي تعني “مذا فقدت؟”
بالفصحى: ما الذي يهمك من أمره؟
بالدارجة المغربية: ”أَشْنُ ك
يهمك فيه“ مُكوَّنة مِن {أَش + نُ} {كَ + يهمك} {فيه}.
بالدارجة المصرية: ”إِيش بِيهِمَّك فيه“ مُكوَّنة مِن {إِيش} {بِ + يهِمَّك} {فيه}.
بالدارجة اللُّبنَانِيَّة: ”شُنُ بِيهِمَّك فيه“ مُكوَّنة مِن {شُ + نُ} {بِ + يهِمَّك} {فيه}.
1- أَشْنُ: تُقال أيضا ”أشْنهُوَ“ وهي مؤلفة من ”أشْ + ن + هُو“ وهي اختصار باللفظ العامِّي لِ: ”أَيُّ شَيْءٍ هُو“.
أمَّا النُّون في اللفظ الدارج فهي نُون الكَسر في الفصحى، و”أَشْنُ” هو تحريف لِ”أشْنهُوَ”.
2- كيهمك: يُستخدم حَرف الكاف ”مفتوحا“ مع فعل المضارع لتأكيده ويعتبر نظيرا لحرف ”الباء“ في اللهجة المصرية، وغيرها من اللهجات العربية الأخرى {”كَ+يْهَمَّك“ في اللهجة المغربية و”بِ+يْهِمَّك“ في اللهجة المصرية}.

### قواعِد الإستِفهام
- أوَّل هذه العبارات وأكثرها أهمية بحيث تتألَّف منها مُعظم العبارات الإستِفهامية الأخرى هي عبارة: «أَشْ / آشْ» وهي النُّطق المختصر للعبارة الفصيحة (أَي شَيء)، وهي مَثِلة لِعبارة: «إِشْ / إِيش» التي يستعملها المصريِّين وأحياناً حتى الخليجيِّين، والمقصود بها في الاستفهام {مَا؟ / أيّ شَيء؟}.

## طريقة نطق واستعمال الحروف
1- الهمزة:
{الهمزة في اللهجة المغربية لها وضع خاص فهي تارة تنطق بلفظها الأصلي وتارة كألف ممدودة وتارة كياء وأحيانا لا تنطق فيتم حدفها.}
- مثال (الهمزة كألف ممدودة):

قْرَا qraa (قَرَأ) أو (اقرأ) ومعنى آخر (درس) لأن معنى درس في اللهجة المغربية هي الدراس 

فَار faar (فأر)
- مثال (الهمزة كياء):

قْرَايَة qraaya (قِراءة) {هنا تأتي «قْرَايَة» بمعنى «الدراسة»}. 

فايْدة faayda (فائدة)
- مثال (الهمزة محدوفة):
- المَا Lmaa (الماء) 
 أو «لما» {هنا، لاحظ أن همزة الوصل وهمزة القطع لا تنطقان فتم حذفهما}.
- الهمزة تستعمل أيضا حرف نداء:

أَ صاحْبي a sahbi (يا صديقي) ألْوَلْدْ a Lwld (يا ولد)
2- التاء:
{التاء تنطق عند عموم المغاربة بشكل بارز، لكن هناك من ينطقها بشكل خفيف وشبيه بتاء
3- الثاء:
الثاء تنطق تاءً ومعظم المغاربة لا ينطقها
4- جيم:
ينطق حسب الكلمة كالجيم المصري "گ":
گلْس Gless (إجلس)، گنس ganss (جنس) أي إنسان {إلا ان هذه العبارة تستعمل كمسبة عند أهل المغرب}، أو مثل الفرنسية J (وليس "دج" /dʒ/)، مثلا "جْماعة" (جَماعة من الناس)، راجْل (رَجُل)، رْجْل (رِجْل).
الجيم في الدارجة المغربية عادةً حرف شمسي وليس قمرياً (مثلما نجد في بعض اللهجات الشامية)، عكس العربية الفصحى، فيتم تشديد حرف الجيم بعد التعريف. مثلا يقول المغاربة "الجّْمل" /ʒʒmel/ وليس /al-dʒamal/، "الجَّامع /ʒʒaameʕ/ وليس /al-dʒaamiʕ/.
5- الدال:
{حرف الدال أحيانا يستعمل ساكنا مختصرًا لكلمة «ديال» {ديالي = دا لي = هذا لي} التي تعني «خاصة / متاع» وتستعمل أيضا «تَاعْ، مْتاع» حسب المناطق والجهات، لا تختلف عن «بِتوع» في اللهجة المصرية من ناحية المعنى.}
مثال:
{الجماهير «ديال» الرجاء} أو {الجماهير «دْ» الرجاء}
باللهجة المصرية: {إِلْڭَماهير «بتوع» الرڭاء} أو {إِلْجماهير «بتوع» الرجاء}
6- الذال:
حرف الذال ينطق دالا في الغالب ونادرا ما ننطقه بلفظه الأصلي:
دِيب diib (ذِئب)
دكي dkiy (ذكي)
7- الزاي:
حرف الزاي ينطق غالبا في بعض المناطق جيما:
تْزَوّج بِزوج نْسا
تْجَوّج بِجُوج نْسا
(تزوج بامرأتين)
8- الشين:
حرف الشين مهم جدا في لهجتنا، فدائما نستعمله في النفي (كسائر اللهجات العربية أخي) والإستفهام.
كمثال أول:
باللهجة المغربية: ما فْهْمْتْش الدرس تاع الجغرافية (لم أفهم درس الجغرافية)
باللهجة المصرية: ما فْهِمْتِش الدرس بِتاع الگغرافية
باللهجة المغربية: ما فْهْمْتْكش (لم أفهمك)
باللهجة المصرية: ما فْهِمْتِكْش
9- الصاد والضاد:
{حرفا الصاد والضاد ينطقان كما هما وغالبا ما يستعمل الضاد لنطق حرف الظاء.}
10- الطاء:
حرف الطاء عادة ينطق كما هو، لكن أحيانا يستعمل لنطق حرف التاء:
طرامواي Tramway (ترامواي)
11- الظاء:
حرف الظاء لاينطق وغالبا ينطق ضادا ونادرا ما ينطق بلفظه الأصلي:
النَّضَافة an nadafa (النظافة)
الضّلام ed dlam (الظلام)
12- الغين:
- يستخدم حرف الغين مفتوحا حرف تصريف الفعل لزمن المستقبل وهو مختصر لكلمة "غادي" {غدا يغدو غدوة، الغدو هو الذهاب إلى موعد أو مكان، والتواجد فيه، وهي تعني شيئا ستقوم به في المستقبل} التي تعني "سوف"، نقول أيضا باللهجة المغربية "أنا غادي نَمْشي عندو" بالمصري "أنا حمشي عنده" بالفصحى سأذهب عنده". حرف الغين في هذه الحالة يعتبر نظيرا لحرف "الحاء" في اللهجة المصرية.
- مثال: باللهجة المغربية (وما يقابلها بالفصحى):
غَتْنْدَم {غَ+تْنْدَم}
(بالفصحى: سَتندم {سَ+تندم})
غادي تْنْدَم
(بالفصحى: سوف تندم)
باللهجة المصرية:
حَتِنْدَم {حَ+تِنْدَم}
- ويستعمل مكسورا مختصرًا لكلمة «غِير» التي تعني «لا غير / فقط»:
- مثال: باللهجة المغربية (وما يقابلها بالفصحى):
غِير وْحْدِي جيت (نستعمل وحْدِي وَ بوحدي)
غِوْحْدي جيت {غِ+وْحْدي جيت}
(«أتيت لوحدي» أو «لوحدي أتيت = ل+وحدي أتيت»)
باللهجة المصرية: لِوَحْدي ڭيت (أو ڭيت لِوَحْدي)
13- الفاء:
أحيانا وبسبب سرعة الخطاب يستعمل «الفاء» مختصرًا لكلمة «في»، كما في المثال التالي:
أنا كَنْعيش فْ المغرب
ana kaneish f Al-maghrib
(أنا أعيش في المغرب)
14- القاف:
ينطق حرف القاف عادة كما هو، ولكن أحينا وحسب المناطق ينطق كالجيم المصري "گ":
مثلا فعل «قال» ينطق كما هو لكن في بعض المناطق ينطق «گال» (كما في اللهجة المصرية وباقي اللهجات البدوية).
15- الكاف:
حرف الكاف مهم كحرف الشين.
{يستخدم الكاف «مفتوحا» مع فعل المضارع لتأكيده ويعتبر نظيرا لحرف «الباء» في اللهجة المصرية.}
- مثال:
باللهجة المغربية: انْتَ كَتَفْهَم اللهجة المغربية ؟ {كَ+تَفْهَم}
باللهجة المصرية: إنت بْتِفْهَم اللهجة المغربية ؟ {بْ+تِفْهَم}
في بعض المناطق يتم استعمال «التاء» عوض «الكاف»، لكن للتوكيد فقط ولا تحمل الجمل ضميرا شخصيا:
تَتْفْهَم اللهجة المغربية ؟
(بِتِفْهَم اللهجة المغربية)
- حرف الكاف يستعمل أيضا مكسورا مختصرًا لكلمة «كِيف» التي تعني (مثل / كَ) كما في المثال التالي:
ابْيَضْ كِيف التلج (أبيض مثل الثلج) ابْيَضْ كِالتلج (أبيض كَالثلج)
16- الميم:
{أحيانا وبسبب سرعة الخطاب يستخدم الميم مفتوحا حرفًا مختصرًا لكلمة «ما» التي تعني «لا / ليس»، تماما كما في اللهجة المصرية.}
- مثال: باللهجة المغربية: «هي ما كَتَفْهَمش اللهجة المغربية» أو «هي مَكَتَفْهَمش اللهجة المغربية» باللهجة المصرية: «هي ما بْتِفْهَمش اللهجة المغربية» أو «هي مَبْتِفْهَمش اللهجة المغربية»
17- النون: حرف النون يستعمل كضمير مستتر خاص بالمتكلم المفرد:
باللهجة المغربية: نْسافر اليوم ونْرْجَع غْدا
باللهجة المصرية: أَسافِر اليوم وأَرجع غدا
بالفصحى: أسافر اليوم وأرجع غدا
18- الهاء: حرف الهاء غالبا ما يعوض بحرف الواو عند الحديث عن الغائب المذكر (مع وجود استثناءات طبعا):
دَارُو Daroo (دارُهُ) Darohou
بِيتو Bitoo (بَيْتُهُ) baytohou
بَاعو Baeo (باعَهُ) باعه
اشْراه Shraah (اشْتَراه) شطاره

## مفردات الدارجة المغربية
اللهجة المغربية تتشكل أساسا من مفردات عربية وأمازيغية وكباقي اللهجات المغاربية الأخرى فاللهجة المغربية تحمل كلمات عربية إما محرفة أو مُؤَوَّلة وكلمات دخيلة من الإسبانية (وهذا حدث نتيجة هجرة الأندلسيين إلى المغرب) والفرنسية (نتيجة الاستعمار) واللَّهجات المغاربيَّة المَحَلِّيَة (بِدرجة أقَل).

### المفردات ذات الأصل العربي
تحتوي اللهجة المغربية على العديد من الكلمات والمفردات العربية والأمازيغية ذات معاني تبدو للوهلة الأولى بعيدة كل البعد عن معناها العربي الأصلي.
1- بْزَّاف / بْالزّاف: تعني (كثيرا / كثير)، وهي الكثرة.
- أمثلة:
كَنْحْتَرْمَك بْزّاف
Kanhtarmk bzzaf
(أحترمك كثيرا)
هادْ الشِّي بْزَّاف
Had shi bzzaf
(هذا كثير / هذا شيء كثير)
(ترجمة حرفية: هذا الشيء كثير)
تستعمل «بْزَّاف» أيضا للدلالة على طول المدة:
بْزَّاف ما شفتو
bzzaf ma shftou
(لم أره منذ مدة طويلة)
وتستعمل بزاف للحط من قدرة وقيمة شخص ما:
أَنا بْزاف عليك
Ana bzzaf ealik
(أنا كبير (ة) عليك / أنا فوق طاقتك واستطاعتك)
2- دْيال:
{كلمة «دْيال»}، تعني (خاصة / متاع / مِلك) مثل كلمة (بتاع / بتاعت / بتوع) في اللهجة المصرية.}
- أمثلة:
اللهجة ديالنا ماشِي صْعِيبة بْزَّاف
lahja dyalna mashi seiba bezaf
بالمصري: اللهجة بتاعتنا مُشْ صَعبة أوي
(اللهجة خاصتنا ليست صعبة كثيرا)
في مناطق أخرى يتم استخدام (بْتاع / نْتاع / تاع) عوضا عن كلمة دْيال:
- أمثلة:
اللهجة مْتاعنا / نْتاعنا / تاعنا ماشِي صْعِيبة بْزَّاف
lahja mtaena / ntaena / taena mashi seiba bzaaf
(اللهجة مَتَاعُنا ليست صعبة كثيرا)
3- بْحَالْ: تعني (مِثل / شبيه بِ).
{تحريف لِ: في هيئته.}
- أمثلة:
رْطْبْ بْحَالْ الحْرِيرْ
(رَطْبٌ / نَاعَم مثل الحَرير)
- يُستعملُ أيضا مرادفا آخر لِ«بْحَال» هو «كِيف» الذي يستعمل أيضا في اللهجة المصرية بالإضافة إلى «زَيْ / زَيِّ»، صيغة «كِيف» المختصرة هي «كِ».
- أمثلة:
رْطْبْ كِيف الحْرِيرْ (بالفصحى: رَطْبٌ مثل الحَرير)
رْطْبْ كِالحْرِيرْ (بالفصحى: رَطْبٌ كَالحَرير)
بالمصري: رَطْب كِيفِ الحرير / رَطْب زَيِّ الحرير
{عبار «بْحَالْ» مكونة من «ب+حال» أي (بِحَال) و«الحال» في القاموس معناه: صفة الشيء وهيئته وكيفيته.}
يُقَال: دَارْ بْحَال القْصَرْ (بالفصحى: دَارٌ بِحَال القصر)
أي «منزل على هيئة القصر» أي «منزل مثل / شبيه بالقصر».
4- الكَابُوس:
- هذه الكلمة تعني (مُسَدَّس أو سِلاح) في اللهجة المغربيَّة، بينما معناها المتعارف عليه في اللغة العربِيَّة هو الحُلم المزعج.
5- اجْدُودِي: حُوِّرَت عن اجْدادي تم عن أجدادِي.
6- ديُور: حُوِّرَت عن الدّْيَار تم عن الدِّيار (المنازل).
7- البْسَالَة: يُقصَد بها المُشَاكَسة وأحيانا قِلَّة الأدب، والكلمة إما مُستَمَدَّة من معنى البَسَالة الذي يدلّ على كراهة الطّعم والقبح والشِّدَّة أو المعنى الآخر الذي يَدُلُّ على الجرأة والإقدام، فَفِي لهجة مدينتي الرباط وسلا ينعت الشخص الجريئ بالبَاسِل.
8- مخْلُوع:
- على خِلاف (مَخلوع) المتعارف عليها عربِيّاً وهو (مَنزُوع أو مُزال)، كلمة «مخْلُوع» في اللهجة المغربيَّة تعني (مفزوع أو مُرتَعِد من الخوف).
- بتتبُّع معنى هذه الكلمة في المعاجم العربِيَّة وفي التُّراث اللغوي العربي القديم نجد أنّ لديها من المعاني ما يُفِيد الخوف، حيث يُقَال: {رجل مخلوع الفؤاد} إذا كان فَزِعاً.
- وفي حديث للرسول صلى الله عليه وسَلَّم يقول: {شر ما في الرجل شُحّ هالِع، أو جُبنٌ خَالِع}، أي جبن شديد كأنه يخلع فؤاده من شِدَّة خوفه.
10- العَافِيَّة:
- تعني النَّار أو جهَنَّم، أصل معنى الكلمة هي الصحة والسلامة وسبب تسمية النار بالعافية هو تشاؤم العرب المغاربة من النار التي لطالما أكلت الأخضر واليابس في الحقول وكلء مواشيهم فاستعملوا بدل «النار» كلمة «العافية» تشاؤماً من النار وتفاؤلاً بالعافية[بحاجة لمصدر].
11- دِير:
“دِير اشغالك” بالفصحى “أَدِر أشغالك” ودِير هنا من الإدارة، يستعملها المشارِقة في قولِهم “دِير بالك” وخصوصا العراقِيِّين منهم.
12- نوض:
“نوض وتْمْشَّى شوية” باللهجة المصرية “قُوم وِتْمشَّى شوَيَّة” بالفصحى “انهض وتمشى قليلا”.
في اللهجة المغربية غالبا ما يُعَوَّض حرف الهاء بحرف الواو عند الحديث عن الغائب المذكر {كَمِثال: “دارُهُ = دَارُو”، “بَيْتُهُ = بِيتو”، “انهض = نوض” …}
13- سقْصي: وهي كلمة عربية من رحم الاستقصاء والتقصّي مثل تقصّي الحقائق.
14- حِيد:
"حيد من حدايا" بالفصحى "ابتعد من قربي". ومعناها "ابق محايداً (في الحياد).
15- آش:
«آش كاتدير» بالفصحى «ماذا تفعل».
16-الفرييخ:
«طار ليه الفرييخ» بالفصحى «فقد عقله».

#### المفردات ذات الأصل الأمازيغي
1. فْكْرُون: سلحفاة، من كلمة (ⵉⴼⴽⴻⵔ) [14] بالأمازيغية.
2. شْرْجْم: نافذة.
3. تَمَّارَة: ⵜⴰⵎⴰⵔⴰ / tamara بمعنى الشقاء.[15]
4. الزَّلْط: ⴰⵥⵍⴰⴹ / aẓlaḍ أي الفقر.[16]
5. الكسكسو: ⵙⴻⴽⵙⵓ / seksu.
6. الساروت: ⵜⴰⵙⴰⵔⵓⵜ / tasarut [17] بمعنى المفتاح.
7. صيفط: ⵙⵙⵉⴼⴹ / ssifḍ [18] بمعنى أرسل.
8. النكافة: ⵜⴰⵏⴳⵉⴼⵜ / tangift [19] وهي السيدة التي تشرف على اختيار ملابس العروس يوم حفل الزفاف، وترافقها خلال الحفل. كما تتدخل في برمجة الحفل من حيث عدد الطلعات التي ستظهر فيها العروس.
9. النَّطْفِيَّة: ⵜⴰⵏⵓⵟⴼⵉ / tanuṭfi [20] هو وعاء أرضي معزول لحفظ السوائل وخاصة المياه، غالبا ما يتم إنشاؤه لحفظ مياه الأمطار.
10. التبروري: ⴰⴱⵔⵓⵔⵉ / abruri [21] بمعنى الْبَرَد
11. الهيدورة: ⴰⵀⵉⴷⵓⵕ / ahiduṛ [22] أي جلد الكبش وصوفه.
12. البركاك: ⴰⴱⵔⴳⴰⴳ / abrgag [23] بمعنى الواشي أو الجاسوس.
13. المش: ⴰⵎⵓⵛ, ⴰⵎⵛⵉⵛ / amcic, amuc [24] بمعنى القط.
14. الجنوي: ⴰⵊⵏⵡⵉ / ajnwi [25] بمعنى السكين.
15. الفللوس: ⴰⴼⵓⵍⵍⵓⵙ / afullus [26] وتعني الكتكوت والكلمة التي أخدت منها تعني الديك.

## اللهجة المغربية ووضعها في ميزان الإعراب

### الصيغة الأولى منالمضاف والمضاف إليهفي اللهجة المغربية
1. مرات الرَّجل (امرأة / زوجة الرجل)
2. مُول الشركة (مَوْلَى الشركة / صاحب الشركة)
3. حتى في الكلمات الدَّخيلة المعرَّبة يتم استعمالها احتراما لقواعد اللغة العربية، مثلًا: باب الطوموبيل (باب السيارة).

### الصيغة الثانية منالمضاف والمضاف إليهفي اللهجة المغربية (تتميَّر بها جميع اللهجات العربية)
الباب نْتَاع / تَاع القصر.
باللهجة المصرية: الباب بِتَاع القصر.
ترجمة حرفية للفصحى: الباب مِتَاع القصر.
إذا ما وضعنا الصيغة الثانية للمضاف في ميزان التشابه بين القاعدة العربية واللهجات سنجد النتيجة التالية:
- لمرا تاع الراجل
باللهجة المصرية: المرأة بتاعة الراجل
ترجمة حرفية للفصحى: المرأة صاحبة الرجل
- ولو أخذنا من الفصحى الجملة التالية:
الرجل صاحب الأنف الطويل
ثم نقلبها دارجة:
الرجل مول النيف الطويل
- بحيث تَمَّ الحِفاظ على نفس مواضِع الكلمات.
- لو وضعنا الجملتين في ميزان الإعراب، سنجد أن:
الرجل – الراجل: مبتدأ
صاحب – مول: مضاف
الأنف – النيف: مضاف إليه
الطويل – الطويل: النعت
- صيغة المضاف الأكثر شيوعا في اللهجات العربية (مِثل: ديال “هذا لي = ذا لي = ذيالي”، بتاع، متاع) هي عادة لغوية قديمة عرفت بها اللهجات البدوية في شبه الجزيرة العربية وانتقلت بنفس الأسلوب إلى المغرب العربي، وبالتالي نجد تشابه كبير فيما يخض مواقع الكلماث بين اللهجات الخليجية والمغربية على النحو التاي: {الدَّار حقتي، الدَّار ديالتي}.
- يقال في اللهجة العراقية: “البيت مَالي” تماما كاللهجة المغربية “”البيت مْتَاعِي”.

## تقييم التشابه بين اللهجة المغربية واللهجات الأخرى

### المفعول به
مْسَحت الزاج (مَسَحت الزجاج)

### الفاعل
أنا شريت (أنا اشتريت)
هو هْدَر (هو هَدَر / دردش)
الطْبِيب وْصل (الطبيب وَصل / وَصل الطبيب)

### ظرف المكان والزمان
تخبيت تحت الطابلة
(اختبأت تحت الطاولة)
جِيت مُورْ العصر (جِئت بعد العصر)

### المبتدأ والخبر
اللعابة مْجْهْدين (اللاعبون مجتهدون / اللاعبون مجدون / اللاعبون محترفون)

### النعت
نجد اللهجة المغربية تحترم قواعد اللغة العربية وما يتغير هو طبيعة الكلمات
النعت عموما يصاغ بشكل عشوائي في اللهجات العربية والمغربية ليست استثناء، ومن هذه الأوزان: فعول، فعيل، مفعلل، فعال، فعلان، فاعول، فعلال.
مثلا (اللعابة طوال) leaba twal تعني أن اللاعبين طويلون أو طوال وهي جاءت على وزن فعال

### الجمع
اللهجة المغربية تحترم قاعدة الجمع إلا فيما يتعلق بصياغة الجماد (مقارنة مع لهجات عربية أخرى):
الطُّرقان مسدودة
(الطرُق مُغلَقَة)

### الصرف والتحويل
- بالنسبة للصرف والتحويل فإن اللهجات العربية القديمة لم تكن كلها خاضعة إلى قاعدة الصرف التي كانت تتبع اللهجة القرشية آنذاك والتي عرفت فيما بعد بالفصحى، فلهجات الشمال مثلا لم تكن خاضعة لقاعدة المثنى والجمع المؤنَّث وبالتالي فإن طريقة تصريف الأفعال في بعض اللهجات العربية تبقى أصيلة وهي تعود للطبيعة التي كانت عليها تلك اللهجات عند متكلميها قبل ظهور الإسلام.
- إليكم نموذج من الصرف المغربي والمصري:
في الماضي: أنا تكلمت
في المضارع: أنا كنتكلم {باللهجة المصرية: أنا بتكلم}.
في المستقبل: أنا غَنتكلم {باللهجة المصرية: أنا حتكلم}.
في ما يخص الماضي في اللهجة المغربية فهو يخضع للقاعدة العربية العامة، ويَكْمُن الاختلاف في:
- المضارع: فالألف أو التاء يعوَّضهما الكاف في اللهجة المغربية والباء في اللهجة المصرية {أَنْتَ تأكل = أنتا كتَّاكل = إِنتَ بِتأكل}.
أصل الكاف في اللهجة المغربية هو (كان) التي كانت تُستعمل كفعل مساعد في الحاضر عند أهل البدو، أما الباء المصري فأصله (بَات).
- المستقبل: سوف أو السِّين يعوَّضهما الغين أو غادي (مِن غَدى يغدو) والحاء في اللهجة المصرية (أنت ستأكل = أنتا غَتَاكُل = إِنت حتاكل).
- مِثَال من الصرف المغربي والمصري (في المستقبل):
أنَا غَنْتْكَلَّم = أنَا حَتْكَلَّم
أنَت غَتّْتْكَلَّم = أنَت حَتِتْكَلَّم
هُو غَيْتْكَلَّم = هُو حَيِتْكَلَّم
هي غَتّْتكَلَّم = هي حَتِتْكَلَّم
احْنَ غَنْتكَلْمُو = إِحْنَ حَنِتْكَلِّم

## مَكَامِن صعوبة الدارجة المغربية
- سرعة التخاطب.
- تسكين الحروف: نأخذ على سبيل المثال:
بالفصحى: أنت لم تفهم الموضوع
تلفظ بالمصري: إنت ما فْهِمْتش الموضوع anta ma fhemtesh almawdoue
تلفظ بالمغربي: انْتَ ما فْهْمْتِش الموضوع nta ma fhemtish almawdoue}
يُلاحَظُ مِن خلال المثال أنَّ كِلا اللفظين المصري والمغربي يُكتبان بنفس العبارات لكن يُنطقان بطريقتين مختلفتين حيث نلاحظ أن جل الحركات القصيرة التي تواجدت في اللفظ المصري قد اختفت (عُوِّضت بسكون) في اللفظ المغربي.
- الإدغام والحذف.
الإدغام والاقتطاع (الحدف) عنصران آخران مهمان في اللهجة المغربية يشتركان مع التسكين وسرعة التخاطب، في جعلها أكثر اللهجات العربية استعصاء على الفهم.

## اللهجة الهلالية المشرقية ونظيرتها المغربية (العْرُوبِيَّة)
لِنرى مدى تشابه لهجة قبائل “بنو هلال في المشرق العربي” اليوم بلهجة العْرُوبِيَّة:
- الهلالية المشرقية: تكرفس = تدحرج.
- العْرُوبِيَّة: تكرفس = تستعمل بنفس المعنى وأحيانا تعني (تَمَّ إرهاقه).
- الهلالية المشرقية: اقديت = احسنت = فعلت الصواب.
- العْرُوبِيَّة: في اللهجة العروبية المغربية نقول “اقديتي الغرض” بمعنى أنجزت الغرض المطلوب منك.
- الهلالية المشرقية: صاح الله عليك = نوع من المعايرة، هنا جاءت كتعبير مجازي، وفي اللهجة العروبية المغربية نقول “تبارك الله عليك”.
- الهلالية المشرقية: كراعيني = سيقاني.
- العْرُوبِيَّة: يُقال “كرعينك” بمعنى “ساقَيك”.
- الهلالية المشرقية: مقحط = ضايق.
- العْرُوبِيَّة: يُقال “مكحط”.
- الهلالية المشرقية: انطم = اسكت.
- العْرُوبِيَّة: يُقال “اضرب الطم” بمعنى اسكت.
- الهلالية المشرقية: باح = خلص.
- العْرُوبِيَّة: يُقال “بَحّْ” بمعنى “لا شيء”
- الهلالية المشرقية: قبس = نار، في اللهجة العروبية المغربية نادر ما تستعمل للدعوة على شخص ما “الله يقبسك”.

## عبارات الإستِفهام في الهِلالِيَّتَين (المَشرِقِيَّة والعْرُوبِيَّة)
- الهلالية المشرقية: بحال أي شيء ؟
- العْرُوبِيَّة: بحالاش ؟
مُكَوَّنة من «ب + حال + اش» وهي اختصار في اللفظ العامي لِ: بحال أي شيء ؟
- الهلالية المشرقية: في حال أي شيء ؟
- العْرُوبِيَّة: فحالاش ؟
- الهلالية المشرقية: في أي شيء ؟
- العْرُوبِيَّة: فَاش ؟

## النسب اللغوي للدَّارِجة المغربية
الأفرو آسيوية.
السامية.
السامية المركزية.
السامية المركزية الجنوبية.
اللغة العربية
اللهجة المغربية.
- وإذا قُمنا بتفصيل الشَّجرة أكثر ستكون كالتَّالِي:
اللغة العربية
اللهجة الهِلالِيَّة المَغَارِبِيَّة.
اللَّهجَة العْروبِيَّة
=الدَّارِجة المغربية.

## أبجدية اللهجة المغربية
ا ب ت ج ح خ د ر س ش ص ض
ط ع غ ف ق ك ل م ن ه وي ڭ ڨ [ڭ (الجيم المصريg) ||||ڨ (V باللآتينية) P]
هي تقريبا نفسها الأبجدية العربية بالإضافة إلى الجيم المصري "ڭ" وحرفين لاتينيين "V / ڨ" و"P"، ما عدا «ث، ذ، ظ، ة، ء».
أما ڤ وP فَيُستَعملان لنطق الكلمات المستوردة من اللغات الأوربية، على سبيل المثال:
الPاركينڭ الباركينڭ Lparking (موقع السيارات).
الڤيراج الفيراج Lviiraj (المنعطف).

## العامِيَّة أو كَلام الشَّارِع
- حَسَبَ التَّصنيف اللُّغَوي لِلَّهجات الذي يختلِف بين لَهجات البَدْو ولَهَجات أهل القُرى والمدن وثم بين لهجات أهل الحضر في المشرق ولهجات أهل الحضر في المغرب، العَامِّيَة تُعتَبر كَلام تواصلٍ لا لهجة حيث لا تحترم أية قاعدة من قواعد اللُّغة وقد تُشكِّل أحيانا نِظامها الخاص، وهذا ليس حِكرٌ على العَامِّيَة المغرِبِيَّة فقط بل بالنِّسبَة لجميع اللُّغات إن لم يَتِم الاعتناء بها والحفاظ عليها.
- الإنجليزية ولُغة الشارِع:
لقد انبثقت عن اللغة الإنجليزية لهجتين هامَّتين يصعب غَضُّ النظر عليهما وهُمَا الآفروإنجليزية أو الآتينوإنجليزية، هذا حدث نتيجة عدم الاعتناء باللغة في الأحياء الفقيرة، حيث أصبح السكان يستعملون كَلام تواصل خاص بِهم.
نأخد على سبيل المِثال:
{… wrap ma pipou, love ya, don’t cha wanna …}
- الفرنسية ولُغة الشارِع:
ما حدث مع الإنجليزية حدث أيضا مع الفرنسية، ونأخذ على سبيل المِثال:
{je vais me casser / tirer}
التي تعني حرفيا “سأكْسِرُ نفْسِي”، لكن المقصود بها “أنَا ذَاهِب”.

## بعض المفردات المغربية
- يهضر: يتكلم، والأصل أنّها استخدمت بدلالة سلبية، فمن يتكلم كثيراً بلا فائدة «يهدر الكلام».
أمَّا في قاموس اللغة: الهِدْرُ يعني الثَّقيلُ لا خيرَ فيه ويقال: الحَمَامُ هَدَرَ هَدْرًا، وهَدِيرًا: رَدَّدَ صَوتَهُ في حَنْجرَته، ويقال: هَدَرَ الغُلاَمُ: أَرَاغَ الكلامَ وهو صَغِيرٌ.
- آش: ماذا.
- علاش: لماذا.
- منين: من أين.
- آش بغيتي/بغيت؟ : ماذا تريد؟/أُريد.
- يَاكُلْ: يأكل (بدون همزة).
- دِيمَا: دائماً.
- فِينْ: أين.
- اعطِني: أعطني.
- البارح: البارحة.
- غْدّا: غداً.
- زْوِين/ة: مشتقة من الزينة، مثال: تزيّنت المرأة لزوجها أي تجمّلت، إذن في العربية الدارجة المغربية هي جميلة أو زوينة.
- كِيفاشْ: كيف.
- بْقَ معَيَ: ابق / خليك معي.
- إمْتى: متى.
- كِيدَايْر: كيف حالك. (كيدير مع الوقت = كيف تدير حياتك مع الزمن وقساوته).
- أجِي، تعالى: جئ أي الأمر لفعل جاء من المجيء، تعال.
- سِر: اذهب.
- شانطي: طريق مرور السيارات /شارع / حضيرة بناء وهي مشتقة من الفرنسية Chantier.
- البْرِيكة: القداحة وهي مشتقة من الفرنسية (briquet).
- بحال: مثل.
- الهْبيل: المجنون.
- كامبو: ساذج.
- مكلخ: غبي.
- الروضة: المقبرة.
- القرعة: القارورة.
- الحبس: السجن.
- الشرجم: النافذة.
- القراية: القراءة.
- تقاشر: الجوارب.
- سيمانة: كلمة إسبانية بمعنى أسبوع.
- الفلوس، البنكة (binga): المال
- صباط: حذاء.
- طبسيل: صحن للأكل.
- مُسطاس/مُسْطاج: شارب.
- غراف: كوب الماء.
- قنية: أرنب.
- تفرج (أمر) من الفراجة: شاهد أي أمر لفعل شاهد من المشاهدة، (تفرج في التلفازة: شاهد التلفاز)، (أنا دابا كنتفرج في التلفازة: أنا الآن أشاهد التلفاز).
- الكمالة: التتمة.
- باش: من أجل.
- حط: ضع الأمر لفعل وضع.
- مطيشة: طماطم.
- زرب: أمر لفعل أسرع.
- كنبغيك (في المضارع، المذكر/المؤنث): أُحبك.
- توحشتك (في المضارع، المذكر/المؤنث): إشتقت لك.
- النعاس: النوم.